# Dinastía sayyida

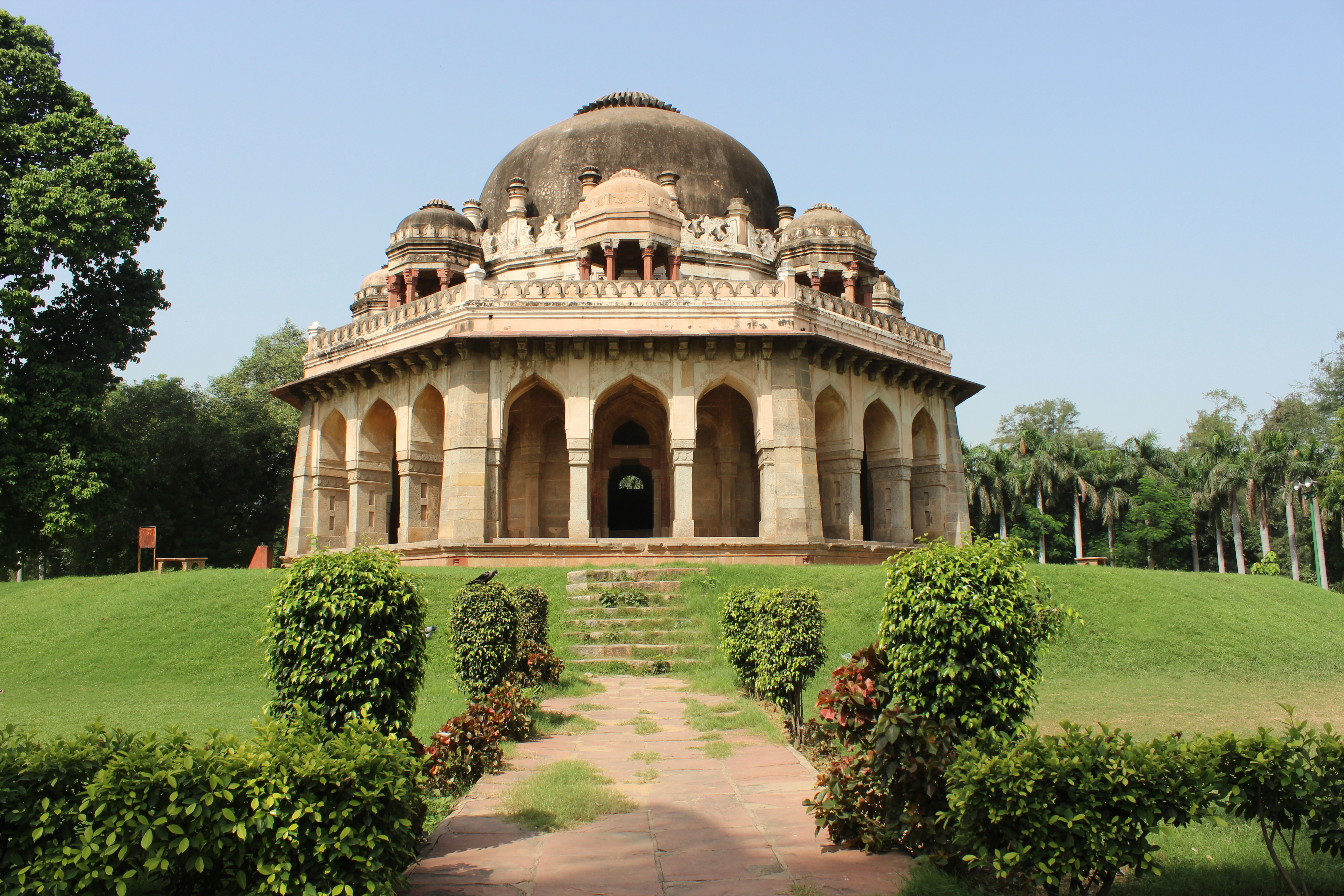
La tumba de Muhammad Shah en los jardines Lodi, Nueva Delhi.

La dinastía sayyida fue la cuarta que reinó en el Sultanato de Delhi y tuvo cuatro soberanos entre 1414 a 1451. La fundó Jizr Kan, antiguo gobernador de Multán, siguió a la dinastía tughlaq y fue a su vez sustituida por la Lodi. El título de los soberanos, sayyid, se debía a que afirmaban descender del profeta Mahoma y que su linaje se remontaba a la hija de este, Fátima, y a su yerno y primo Alí.
Tamerlán nombró a los sayyidas gobernadores de Delhi tras el saqueo de la ciudad en el 1398. La dinastía la fundó Jizr Kan, a quien Tamerlán había hecho gobernador de Multán, en el Punyab. Jizr Kan conquistó la ciudad el 28 de mayo de 1414, hecho que marcó el comienzo de la dinastía. No tomó, sin embargo, el título de sultán y por tanto siguió siendo en teoría vasallo de los timuríes, primero del propio Tamerlán y luego de su nieto Shahruj.
A Jizr Kan le sucedió su hijo Mubarak Sha cuando murió el 20 de mayo de 1421. En las monedas que hizo acuñar, aparece como Muiz-ud-Din Mubarak Sha. Yahya-bin-Ahmad Sirhindi relata en detalle su reinado en su obra Tarij-i-Mubarak Shahi. Al morir Mubarak Sha, ascendió al trono su sobrino Muhammad Sha, que sí tomó el título de sultán. Justo antes de fallecer, hizo venir a su hijo Aladino Sha de Badaun, y lo nombró heredero.
El último señor sayyida, Aladino, cedió el trono voluntariamente a Bahlul Kan Lodi el 19 de abril de 1451, y se retiró a Badaun, donde falleció en 1478.

## Soberanos

### Jizr Kan

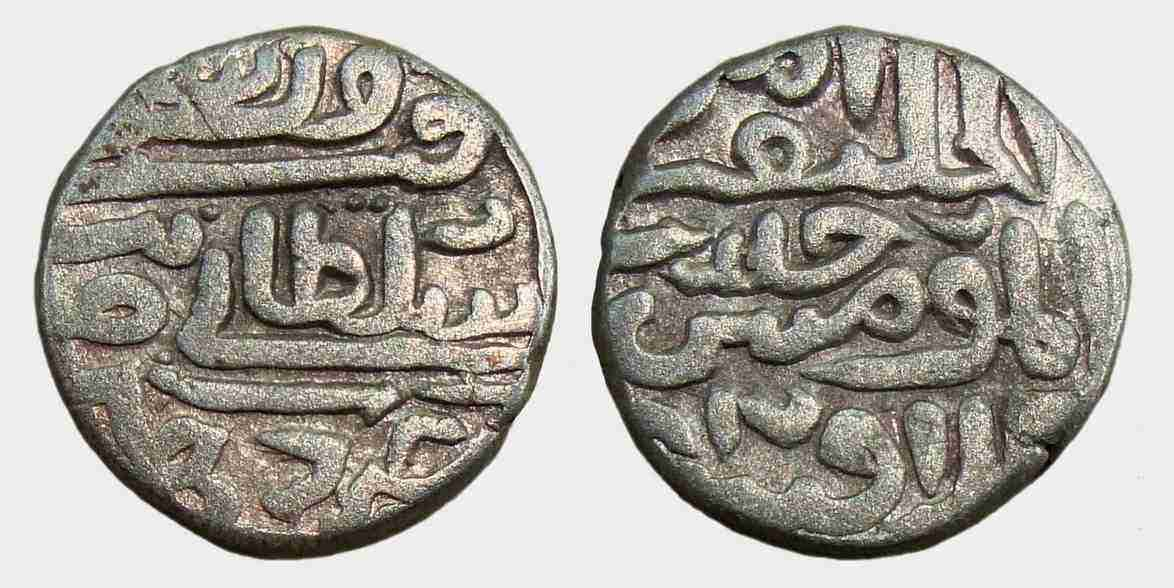
Moneda de Jiz Kan, con el nombre de Firoz Sha Tughlaq

Jizr Kan fue gobernador de Multán en tiempos de Firuz Sha Tughlaq. Cuando Tamerlán invadió la India, Jizr Kan se pasó a sus filas. Tamerlán le hizo gobernador de Multán y Lahore. Luego se apoderó de Delhi, donde fundó una dinastía propia, la sayyida, en 1414. Gobernó en nombre de Tamerlán y gozó más de autonomía que de independencia. Como señal de reconocimiento de la autoridad mongola, en las plegarias de los viernes se mencionaba el nombre del soberano mongol Shahruj, aunque también se incluía el de Jizr Kan. Sin embargo, las monedas no se acuñaban con el nombre del señor timurí, sino las del antiguo sultán tughlaq. No se conocen monedas acuñadas con el nombre de Jizr Kan.

### Mubarak Sha

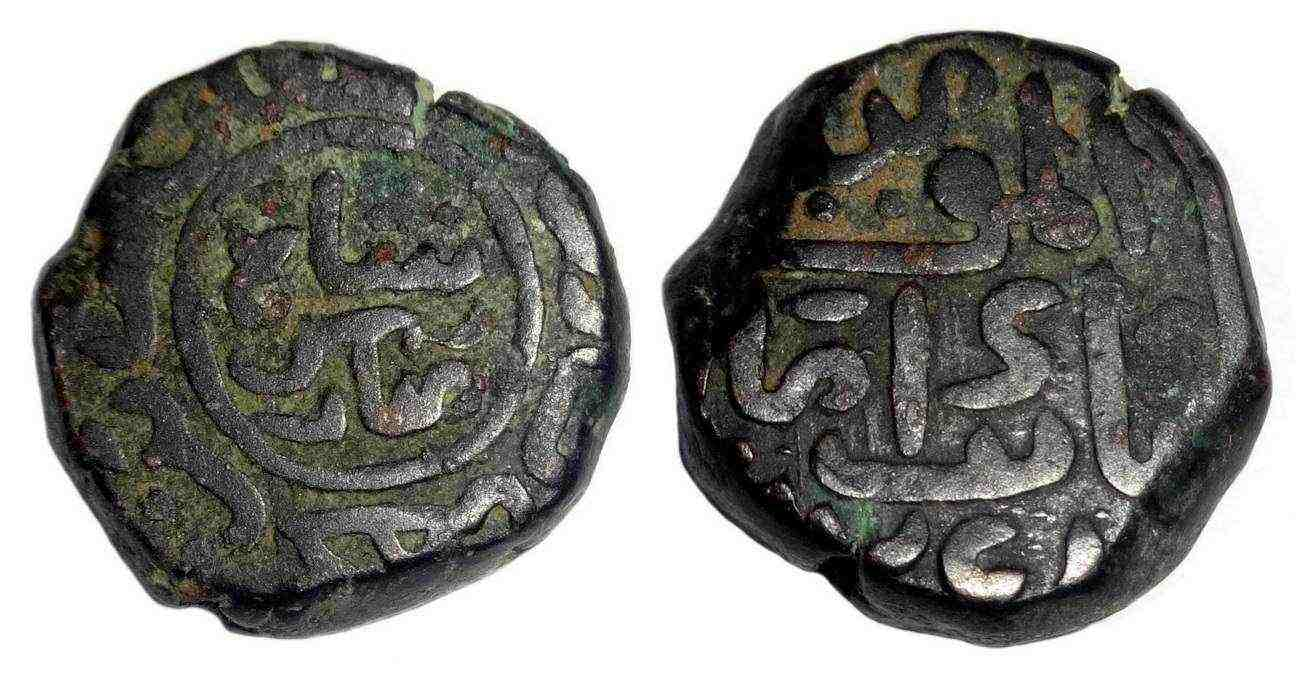
Moneda de Mubarak Sha

Mubarak Sha era hijo de Jizr Kan. Su advenimiento tuvo lugar en 1421. La nobleza se rebeló repetidamente contra él.

### Muhammad Sha
Muhammad Sha era sobrino de Mubarak Sha. Reinó del 1434 al 1443. Obtuvo el poder con la ayuda de Sarwar ul Mulk, pero luego trató de deshacerse de él. Ibrahim Sharki, el sultán de Jonpur, invadió los territorios orientales del sultanato de Delhi y Muhammad recabó contra él el auxilio del gobernador de Afganistán, Bahalol Lodi.